# مصرف الوفاء
مصرف الوفاء (بالإنجليزية: Al Wafa Bank) هو مصرف تجاري ليبي، تأسس كشركة مساهمة ليبية ويقدم مجموعة من الخدمات المصرفية لقطاعي الأفراد والشركات. يُعتبر من المصارف الخاصة التي تعمل في السوق الليبي.

## التاريخ والتأسيس
تأسس مصرف الوفاء في عام 2003 بموجب قرار أمين اللجنة الشعبية العامة للمالية (سابقًا) رقم (311) لسنة 2003. يعمل المصرف بموجب القانون رقم (1) لسنة 2005 بشأن المصارف والقانون التجاري الليبي.

## وصلات خارجية
- الموقع الرسمي